# Les 24 Heures de Rodgau
Les 24 Heures de Rodgau est une course de relais qui se tient à Rodgau (Hesse, Allemagne) depuis 1972 et qui a pour objectif de récolter un maximum de dons en faveur des personnes en situation de handicap ou d'associations à but non lucratif.

## Historique
Impressionnés par les Jeux olympiques de Munich de 1972, les amateurs de sport de la paroisse St. Ludwig de Darmstadt et leur pasteur Wendelin Meissner ont une idée : organiser une performance sportive exceptionnelle et utiliser l'argent récolté pour financer les projets sociaux de leur paroisse. Un concept est lancé.
Les équipes inscrites, alors au nombre de trois, envoient leurs coureurs à tour de rôle pendant 24 heures sur un circuit de 400 mètres situé dans un espace vert de Darmstadt (un centre commercial, le Luisen-Center, y a depuis été construit). Pour chaque tour de piste réalisé par un coureur et pour chaque performance intermédiaire ou totale réalisée par une équipe, les spectateurs, les sponsors et les paroissiens font un don à l’œuvre caritative.
La devise de l'organisateur, "Donnez le meilleur de vous-même – et votre argent. Mais ne nous faites pas de cadeau. Honorez notre performance par un don avec lequel nous pourrons faire le bien", a contribué au succès des premières 24 Heures de Rodgau. Néanmoins, cette initiative restera d'abord une manifestation ponctuelle. 
En 1973, le pasteur Meissner obtient un pastorat dans le quartier de Jügesheim à Rodgau. Puis, en 1980, sur une initiative de jeunes citoyens, il participe à la fondation de l'association „Gemeinsam mit Behinderten Rodgau e. V.“ (en français : « Ensemble avec les handicapés ») afin que les enfants et les jeunes, handicapés ou non, puissent prendre part aux mêmes loisirs sans discrimination. Regina Kriebel, alors présidente de l'association, réintroduit l'idée d'une course de relais qui durerait 24 heures et la met en application.
Le coup d'envoi des nouvelles 24 Heures de Rodgau est donné le 29 août 1981. Seize équipes participent à l'événement sportif. L'incroyable succès de cette initiative se répétera les années suivantes.

## Déroulement

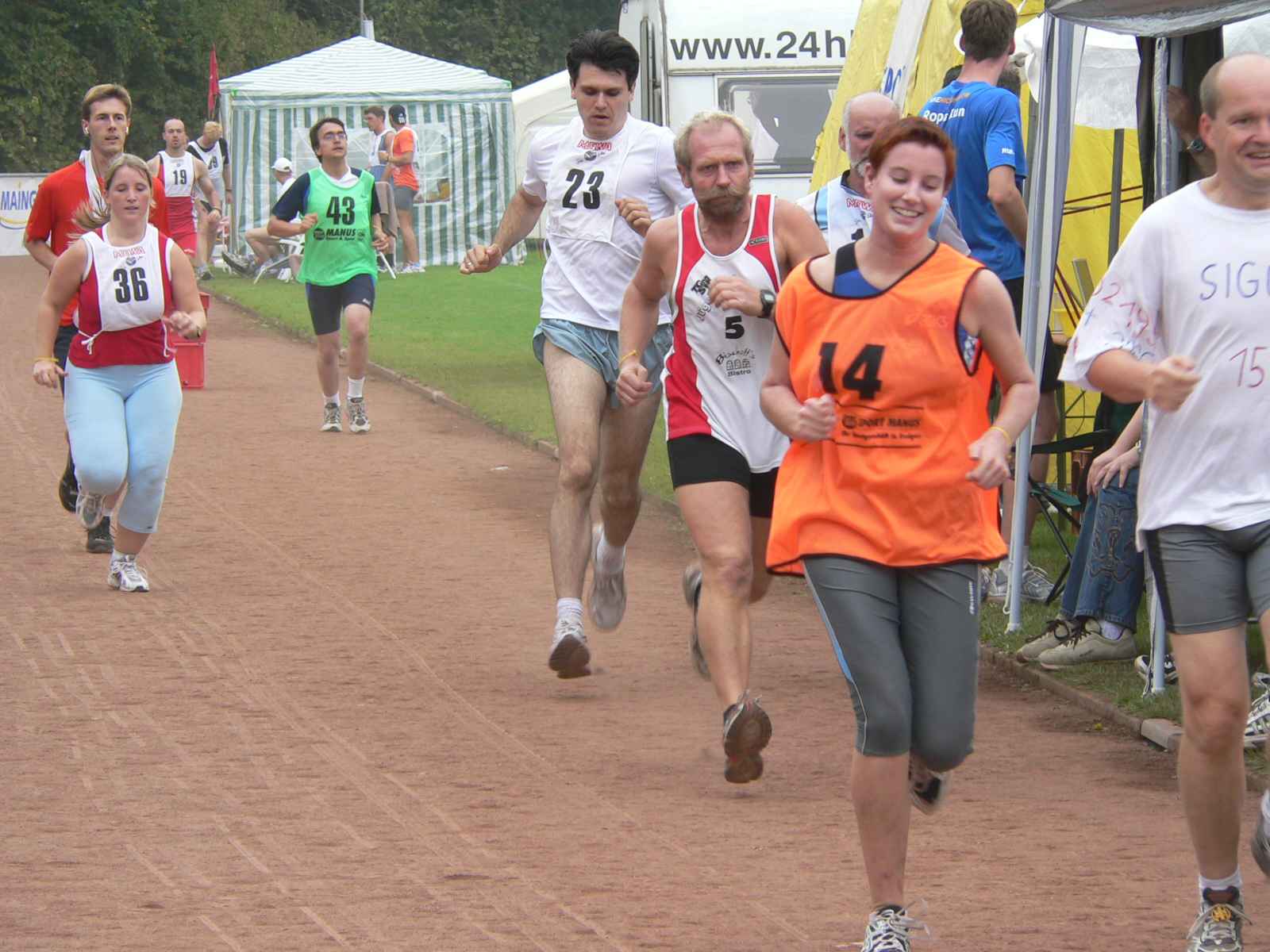
Les 24 Heures de Rodgau (2005)

### Règlement
Les 24 Heures de Rodgau commencent le premier ou deuxième samedi de septembre à midi et s'achèvent à la même heure le lendemain. Le nombre d’équipes inscrites à la course n’est pas limité mais chaque équipe doit compter entre cinq et dix membres, et un seul coureur à la fois présent sur la piste. Les équipes décident elles-mêmes du nombre de tours que leur coureur effectue avant d'être remplacé par l'un de ses coéquipiers. Les tours de piste sont comptabilisés via un processus simple. Une puce électronique, autrefois insérée dans le témoin puis finalement intégrée, comptabilise la distance totale parcourue par les membres d'une équipe au cours de ces 24 heures. On peut également participer à la course en fauteuil roulant ou encore n'appartenir à aucune équipe.

### Dons
Le nombre de tours déjà courus constitue un indicateur constant de la générosité du public et des sponsors. Chacun a généralement une équipe favorite et verse 10 centimes d'euros par tour couru. D'autres, des sponsors pour la plupart, versent un montant fixe et plus élevé quand un nombre de tours ou une somme de dons qu’ils ont annoncé pour une heure précise est atteint ou dépassé. Le nom du donateur est toujours annoncé par les haut-parleurs, à moins que celui-ci ne souhaite rester anonyme. 

### Objectif
L'ambition sportive des coureurs et des équipes d'une part, et l'amusement du public de l'autre, permettent d’obtenir un maximum de dons. Spectateurs et participants contribuent au succès de l'initiative et, de fait, à la concrétisation des objectifs associatifs. En 2004, par exemple, une résidence dédiée aux handicapés est construite dans le quartier de Jügesheim.

## Volume des dons
Les chiffres suivants témoignent du succès des 24 Heures de Rodgau depuis 2002 en termes de nombre d'équipes participantes et de dons générés :
- 2002 : 40 équipes, 101 888,19 € de recettes
- 2003 : 43 équipes, 82 709,22 € de recettes
- 2004 : 39 équipes, 83 125,33 € de recettes
- 2005 : 41 équipes, 77 170,97 € de recettes
- 2006 : 40 équipes, 81 000,00 € de recettes
- 2007 : 42 équipes, 101 500,00 € de recettes
- 2008 : 38 équipes, 102 588,00 € de recettes
- 2009 : 37 équipes, 106 113,21 € de recettes
- 2010 : 31 équipes, 101 700,00 € de recettes
- 2011 : 46 équipes, 130 500,00 € de recettes
- 2012 : 44 équipes, 180 229,00 € de recettes
- 2013 : 31 équipes, 115 000,00 € de recettes
- 2014 : 41 équipes, 141 847,27 € de recettes
- 2015 : 38 équipes, 128 662,00 € de recettes

## Expansion du concept
Entre-temps, d'autres s'emparent de l'idée des 24 Heures de Rodgau et en font également un succès. Par exemple, l'association „Gemeinsam mit Behinderten Rodgau e. V.“ (Ensemble avec les handicapés) voit ses actions couronnées de succès à plusieurs reprises, comme à Hochheim am Main où elle planifie et met en œuvre l'initiative.
Depuis quelques années d'autres courses à pied ont lieu en Allemagne par exemple à Alzey, Bad Driburg, Bernau bei Berlin, Delmenhorst, Geisenfeld, Karlsruhe, Kyritz, Minden, Mühltal-Traisa, Norderstedt, Reichenbach/V., Remscheid-Lüttringhausen, Schwetzingen, Stadtoldendorf, Uhingen et sur le Brocken mais aussi à Bâle, en Suisse, à Wörschach et autour du Klopeiner See, en Autriche, aux Pays-Bas à Apeldoorn, en Grèce à Loutraki ou encore en France à Mulhouse.
Depuis 1988, des championnats de course à pied, les "Deutschen Meisterschaften im 24-Stunden-Lauf", se tiennent dans différents lieux du nord de l'Allemagne. Lors de ces championnats, classés parmi les courses d'ultrafond, la performance sportive prend le pas sur l’œuvre de charité.

## Voir également
- 24 heures (course à pied)
- Ultrafond